# Въздвижение на Светия кръст (Даутбал)
„Въздвижение на Светия кръст“ (на гръцки: Ι. Ν. Υψώσεως Τιμίου Σταυρού Ωραιοκάστρου) е църква в квартала Галини на солунското градче Даутбал (Ореокастро), Гърция.
Тя е енорийски храм на Неаполската и Ставруполска епархия.
Храмът е осмоъгълна ротонда с женска църква. Има отделно стояща кулообразна камбанария. Изграждането му продължава 5 години.